# Tiro nos Jogos Olímpicos de Verão de 2008
As competições de tiro nos Jogos Olímpicos de Verão de 2008 foram disputadas entre os dias 9 e 17 de agosto em Pequim, na China. Os eventos com rifle e pistola foram disputados no Hall de Tiro e os eventos de tiro na Arena de Tiro.

## Calendário
| Agosto | 6 | 7 | 8 | 9 | 10 | 11 | 12 | 13 | 14 | 15 | 16 | 17 | 18 | 19 | 20 | 21 | 22 | 23 | 24 |
| ------ | - | - | - | - | -- | -- | -- | -- | -- | -- | -- | -- | -- | -- | -- | -- | -- | -- | -- |
| Tiro   |   |   |   | 2 | 2  | 2  | 2  | 1  | 2  | 1  | 2  | 1  |    |    |    |    |    |    |    |

|  | Dia de competição |  | Dia de final |

## Eventos
Quinze conjuntos de medalhas foram concedidas nos seguintes eventos:
Masculino
- Pistola de ar 10 m
- Tiro rápido 25 m
- Pistola livre 50 m
- Carabina de ar
- Carabina deitado 50 m
- Carabina três posições
- Fossa olímpica
- Fossa olímpica dublê
- Skeet

Feminino
- Pistola de ar 10 m
- Pistola livre 25 m
- Carabina de ar
- Carabina três posições
- Fossa olímpica
- Skeet

## Medalhistas
Masculino
| Evento                          | Ouro                                 | Prata                             | Bronze                          |
| ------------------------------- | ------------------------------------ | --------------------------------- | ------------------------------- |
| Pistola de ar 10 m detalhes     | Pang Wei CHN China                   | Jin Jong-oh KOR Coreia do Sul     | Jason Turner USA Estados Unidos |
| Tiro rápido 25 m detalhes       | Oleksandr Petriv UKR Ucrânia         | Ralf Schumann GER Alemanha        | Christian Reitz GER Alemanha    |
| Pistola livre 50 m detalhes     | Jin Jong-oh KOR Coreia do Sul        | Tan Zongliang CHN China           | Vladimir Isakov RUS Rússia      |
| Carabina de ar 10 m detalhes    | Abhinav Bindra IND Índia             | Zhu Qinan CHN China               | Henri Häkkinen FIN Finlândia    |
| Carabina deitado 50 m detalhes  | Artur Ayvazian UKR Ucrânia           | Matthew Emmons USA Estados Unidos | Warren Potent AUS Austrália     |
| Carabina três posições detalhes | Qiu Jian CHN China                   | Jury Sukhorukov UKR Ucrânia       | Rajmond Debevec SLO Eslovênia   |
| Fossa olímpica detalhes         | David Kostelecký CZE República Checa | Giovanni Pellielo ITA Itália      | Aleksei Alipov RUS Rússia       |
| Fossa olímpica dublê detalhes   | Walton Eller USA Estados Unidos      | Francesco D'Aniello ITA Itália    | Hu Binyuan CHN China            |
| Skeet detalhes                  | Vincent Hancock USA Estados Unidos   | Tore Brovold NOR Noruega          | Anthony Terras FRA França       |

Feminino
| Evento                          | Ouro                                | Prata                               | Bronze                            |
| ------------------------------- | ----------------------------------- | ----------------------------------- | --------------------------------- |
| Pistola de ar 10 m detalhes     | Guo Wenjun CHN China                | Natalia Paderina RUS Rússia         | Nino Salukvadze GEO Geórgia       |
| Carabina de ar 10 m detalhes    | Kateřina Emmons CZE República Checa | Lioubov Galkina RUS Rússia          | Snježana Pejčić CRO Croácia       |
| Pistola livre 25 m detalhes     | Chen Ying CHN China                 | Otryadyn Gündegmaa MGL Mongólia     | Munkhbayar Dorjsuren GER Alemanha |
| Carabina três posições detalhes | Du Li CHN China                     | Kateřina Emmons CZE República Checa | Eglis Yaima Cruz CUB Cuba         |
| Fossa olímpica detalhes         | Satu Mäkelä-Nummela FIN Finlândia   | Zuzana Štefečeková SVK Eslováquia   | Corey Cogdell USA Estados Unidos  |
| Skeet detalhes                  | Chiara Cainero ITA Itália           | Kimberly Rhode USA Estados Unidos   | Christine Brinker GER Alemanha    |

## Quadro de medalhas
| Ordem | País                | Medalha de ouro | Medalha de prata | Medalha de bronze |    | Ordem por total |
| ----- | ------------------- | --------------- | ---------------- | ----------------- | -- | --------------- |
| 1     | CHN China           | 5               | 2                | 1                 | 8  | 1               |
| 2     | USA Estados Unidos  | 2               | 2                | 2                 | 6  | 2               |
| 3     | CZE República Checa | 2               | 1                |                   | 3  | 5               |
| 3     | UKR Ucrânia         | 2               | 1                |                   | 3  | 5               |
| 5     | ITA Itália          | 1               | 2                |                   | 3  | 5               |
| 6     | KOR Coreia do Sul   | 1               | 1                |                   | 2  | 8               |
| 7     | FIN Finlândia       | 1               |                  | 1                 | 2  | 8               |
| 8     | IND Índia           | 1               |                  |                   | 1  | 10              |
| 9     | RUS Rússia          |                 | 2                | 2                 | 4  | 3               |
| 10    | GER Alemanha        |                 | 1                | 3                 | 4  | 3               |
| 11    | SVK Eslováquia      |                 | 1                |                   | 1  | 10              |
| 11    | MGL Mongólia        |                 | 1                |                   | 1  | 10              |
| 11    | NOR Noruega         |                 | 1                |                   | 1  | 10              |
| 14    | AUS Austrália       |                 |                  | 1                 | 1  | 10              |
| 14    | CRO Croácia         |                 |                  | 1                 | 1  | 10              |
| 14    | CUB Cuba            |                 |                  | 1                 | 1  | 10              |
| 14    | SLO Eslovênia       |                 |                  | 1                 | 1  | 10              |
| 14    | FRA França          |                 |                  | 1                 | 1  | 10              |
| 14    | GEO Geórgia         |                 |                  | 1                 | 1  | 10              |
| TOTAL | TOTAL               | 15              | 15               | 15                | 45 | —               |